# Giorgio Perlasca
Giorgio Perlasca (Côme, 31 janvier 1910 – Padoue, 15 août 1992) est un fonctionnaire et homme d'affaires italien. Il devint célèbre quand on sut qu’en se faisant passer pour un diplomate espagnol, il avait sauvé la vie de plus de 5 000 Juifs hongrois pendant la Seconde Guerre mondiale, en les arrachant à la déportation nazie. De plus, il dissuada Gábor Vajna (en) de mettre le feu au ghetto de Budapest qui comprenait plus de 60 000 juifs.

## Biographie

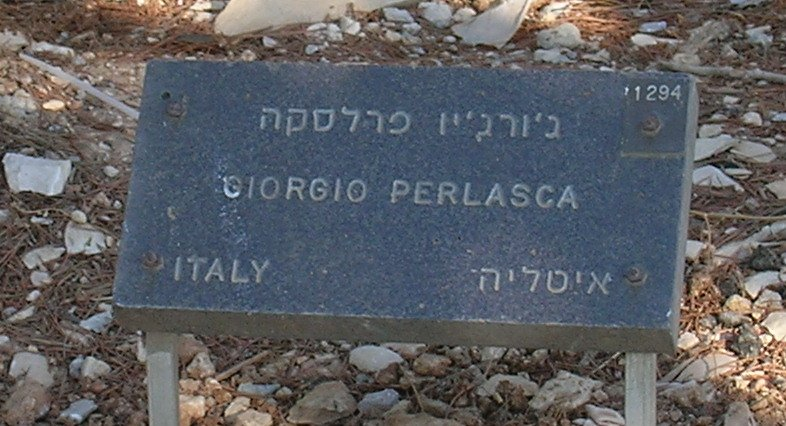
La stèle de Giorgio Perlasca à Yad Vashem.

Tout jeune, Perlasca adhéra par conviction au Parti national fasciste et combattit comme volontaire en Afrique orientale. Puis, pendant la guerre civile d'Espagne, il s'engagea dans le Corpo Truppe Volontarie, envoyé par Mussolini aux côtés des troupes rebelles du général Francisco Franco. Il y resta comme artilleur jusqu'en 1939.
Au début de la Seconde Guerre mondiale Perlasca travailla d'abord en Yougoslavie puis, à partir de 1942, en Hongrie, à Budapest, en qualité d'agent pour une maison de Trieste, la SAIB (Société anonyme d’importation bovine).
Le jour de l'armistice entre l'Italie et les Alliés (8 septembre 1943) il se trouvait encore dans la capitale hongroise et, fidèle à son serment envers le roi, il refusa d'adhérer à la République sociale italienne. Pour cette raison il fut recherché par les Allemands, qui voulaient l'arrêter pour trahison, et il fut forcé de trouver refuge à l'ambassade espagnole.

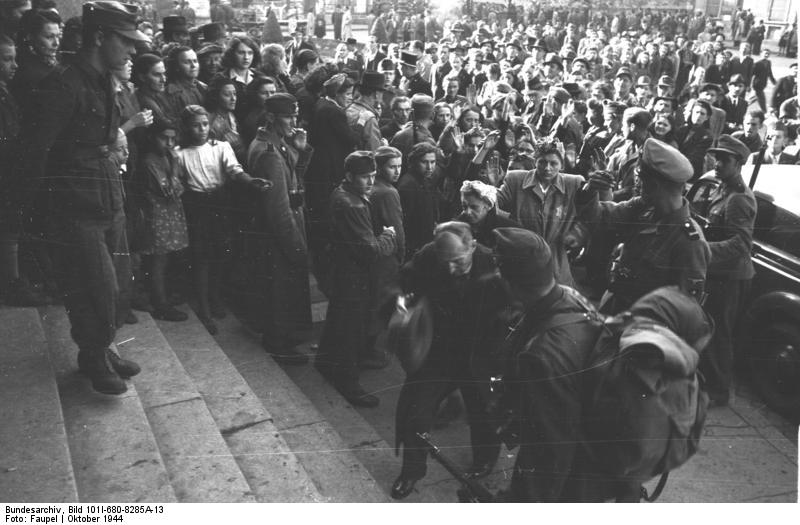
Budapest, octobre 1944 : arrestation de Juifs.

Ayant obtenu de l'ambassade une citoyenneté espagnole et un passeport fictif, il se transforma en « Jorge Perlasca » et fut employé par le diplomate Ángel Sanz Briz dans sa tentative de sauver les Juifs de Budapest, reçus dans des « maisons protégées » préparées à cette fin et où ils étaient sous la protection de sauf-conduits. Cette opération avait été organisée avec la collaboration de quelques ambassades d'autres pays. Lorsque, en novembre 1944, Sanz Briz décida de quitter Budapest et la Hongrie, pour ne pas reconnaître le gouvernement pro-nazi hongrois, Perlasca décida de rester et de se présenter comme le remplaçant du consul qui était parti, rédigeant lui-même sa nomination avec force tampons et papiers à en-tête.
À partir de ce moment Perlasca se retrouva à gérer le « trafic » de milliers de Juifs, cachés dans l'ambassade et dans les maisons protégées à travers toute la ville, joignant ses efforts à ceux du diplomate suédois Raoul Wallenberg et du nonce apostolique Mgr Angelo Rotta, avec les mêmes moyens et les mêmes objectifs qu'eux. Entre le 1er décembre 1944 et le 16 janvier 1945, Perlasca distribua des milliers de sauf-conduits frauduleux qui conféraient la citoyenneté espagnole aux Juifs, en jouant sur une loi datant du gouvernement Primo de Rivera et autorisant le retour en Espagne des Juifs d'origine sépharade. Il arriva plusieurs fois à arracher littéralement les déportés aux mains des Croix fléchées, jusque sur les quais des gares. Il sauva notamment deux jeunes garçons au moment où ils allaient monter dans le train, et il dut pour cela affronter un officier allemand. Wallenberg, présent lui aussi sur le quai, lui apprit que l'officier en question n'était autre qu'Adolf Eichmann.
On estime que grâce à son action environ 5 200 Juifs échappèrent à la déportation. Après l'entrée de l'Armée rouge à Budapest, Perlasca fut fait prisonnier par les Soviétiques mais libéré au bout de quelques jours. De retour en Italie, il reprit sans guère de bruit sa vie antérieure. Les quelques personnes à qui il essaya de raconter son histoire ne le croyaient pas. Ce n'est qu'en 1987, plus de quarante ans après, que certains Juifs hongrois qui résidaient en Israël finirent par retrouver Perlasca (que beaucoup considéraient comme un citoyen espagnol) et firent savoir le courage et la solidarité dont il avait fait preuve. Il reçut pour son œuvre de nombreuses médailles et des témoignages de reconnaissance.

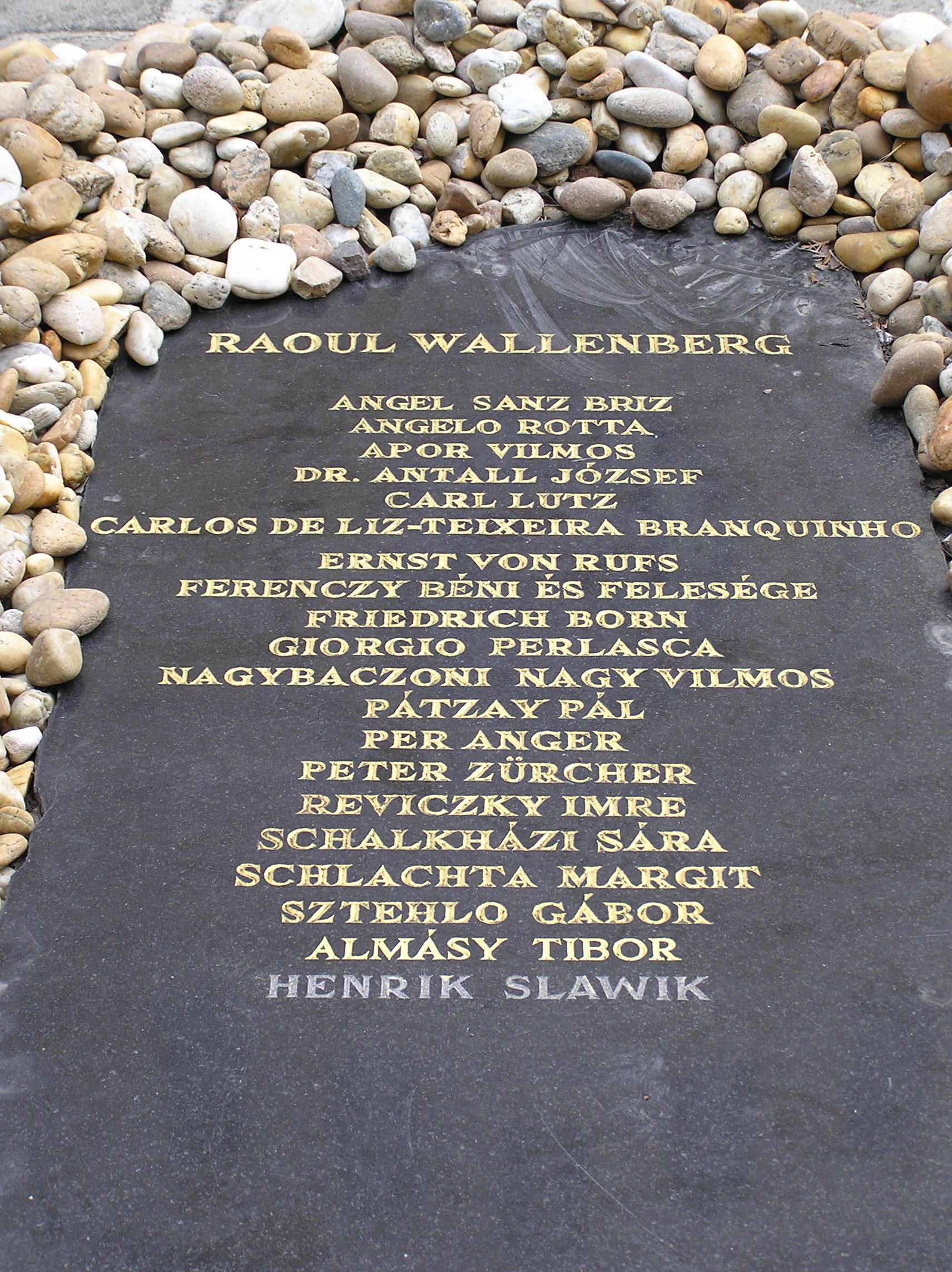
Le nom de Giorgio Perlasca inscrit au mémorial des Justes parmi les Nations, parc Raoul-Wallenberg, Grande synagogue de Budapest.

Le 23 septembre 1989 il fut reconnu par Israël comme un Juste parmi les nations. Au musée de Yad Vashem, à Jérusalem, dans la ruelle derrière le mémorial des enfants, a été planté un arbre à son nom. À Budapest également, dans la cour de la synagogue, le nom de Perlasca apparaît sur une plaque où sont énumérés les noms des Justes. Il meurt à Padoue à l'âge de 82 ans, d'un infarctus du myocarde, et il est enterré à Maserà di Padova.
Enrico Deaglio a publié une biographie de Giorgio Perlasca qui a été traduite et publiée en français sous le nom La banalité du bien. L’Histoire de Giorgio Perlasca par les Éditions du Portrait en 2024. La RAI lui a également consacré un téléfilm en 2002 avec Luca Zingaretti dans le rôle principal, sous le titre Perlasca, un eroe italiano.

## Distinctions
- Médaille d'or du Mérite civil (Italie)
- Grand officier de l'ordre du Mérite de la République italienne
- Juste parmi les nations (Israël)
- Étoile du Mérite (Hongrie)
- Ordre d'Isabelle-la-Catholique (Espagne)

## Source
- (it) Cet article est partiellement ou en totalité issu de l’article de Wikipédia en italien intitulé « Giorgio Perlasca » (voir la liste des auteurs).